# Piotr Galichet
Piotr Galichet (francès: Pierre Galichet)  (Passavant-en-Argonne, 30 de juliol de 1775 - Izdebno Kościelne, 23 d'octubre de 1846), fou baró del Primer Imperi, francès de Champagne, Coronel Grande Armée, empresari agrícola, Oficial de la Legió d'Honor, Cavaller de l'Orde de St. Ludwik i terratinent establert a Polònia. Gràcies a la seva amistat amb Girard, es va establir la ciutat de Żyrardów.

## Carrera militar

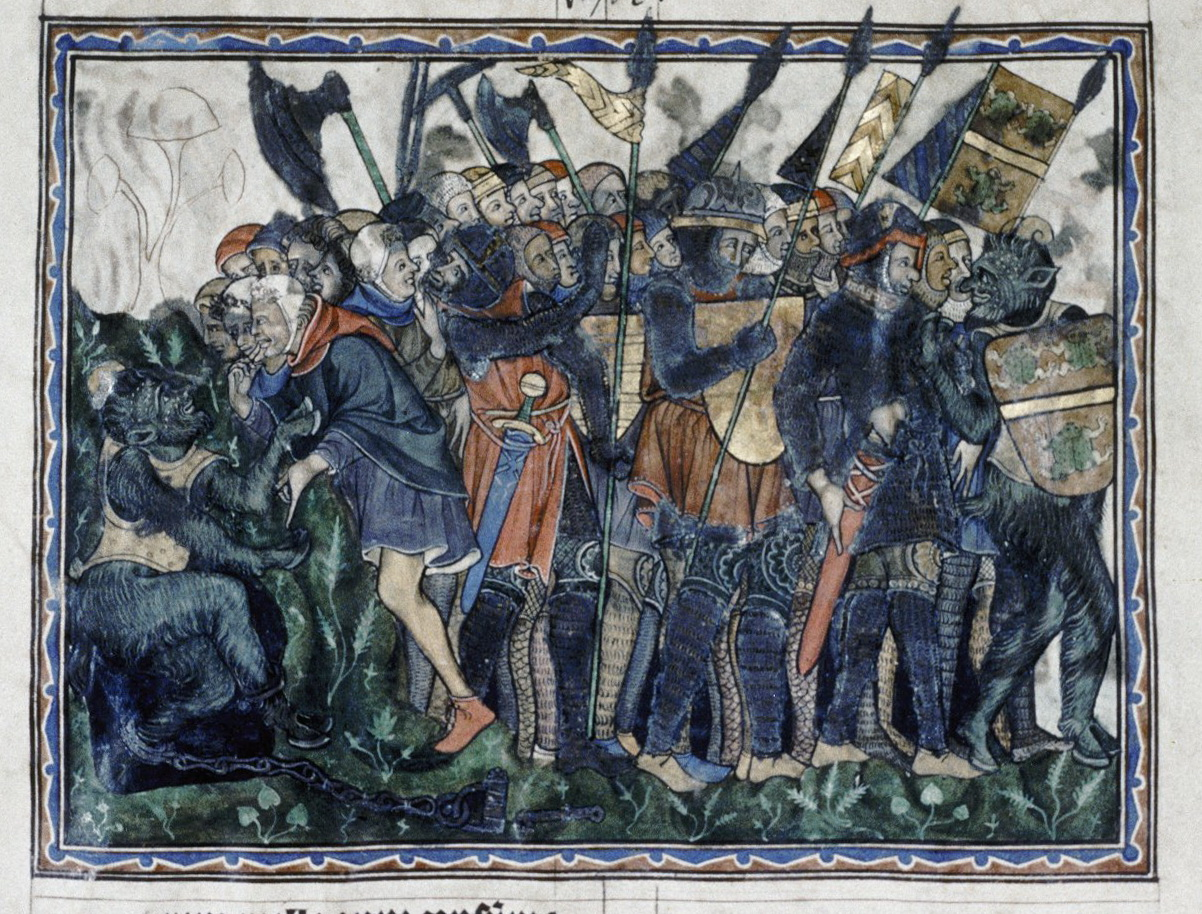
Douce Apocalypse - Bodleian

El 1793, ja a l'exèrcit del Mosel·la, fou ferit a la batalla de Pirmasens. Va ser capturat a l'exèrcit de Sambra i Mosa el 1795 i va tornar dos anys més tard com a soldat d'infanteria. Va ser ascendit a tinent de segon l'any 1799 i a tinent un any després. Va passar de l'exèrcit suís a l'exèrcit del Rin l'any 1800. A finals de 1803, com a capità, esdevingué ajudant del seu cosí el general Lochet. Després de l'exèrcit costaner de l'oceà, el 1804/05 va entrar al Gran Exèrcit. Com a cosí de l'ADC, que era el seu superior i comandant de la 2a brigada d'infanteria a la divisió Frianta del 3r cos del mariscal Davout, va participar en les batalles d'Austerlitz, Auerstedt, Nasielsk i Bagrationowsk. El 1806 va ser guardonat com a Cavaller de la Legió d'Honor. A principis de 1807 va perdre el seu cosí el general i el seu cap que havien caigut al camp de batalla de Klein Sausgarten. Va entrar al servei a l'estat major del 3r Cos del Gran Exèrcit. L'any 1809, després de 17 anys a l'exèrcit i als 33 anys, va ser nomenat coronel. Va arribar a ser Cap d'Estat Major de la 2a Divisió del 3r Cos al comandament del general Friant. L'any següent va rebre el títol de baró de l'Imperi pel govern de Napoleó Bonaparte.

## Casament
El febrer de 1810, Galichet es va casar, segons el codi de Napoleó, el segon casament d'aquest tipus a Polònia, amb Dorota Szymanowska, hereva de la finca d'Izdebna després de Michał (mort el 1789), estrella de Wyszogród. El casament va tenir lloc a l'església d'Izdebin. Entre els testimonis hi havia: Józef Jabłonowski, Józef Wawrzyniec Krasiński, el general Felix Świdziński, Pierre Charles Bontemps i Jean-Baptiste Mallet de Grandville. No van tenir fills propis, només una fillastra, Julia Urmowska.

## Invasió de Rússia 1812
El desembre de 1810, va rebre una patent per al baró imperial. Durant la campanya de 1812 a Rússia, va ser Cap d'Estat Major de la 2a Divisió Frianta del 1r Cos de Davout, prop de Borodino. El mateix any va rebre l'Orde d'Oficial de la Legió d'Honor. Durant la retirada del Gran Exèrcit, en esser ferit va ser capturat a Vilnius per segona vegada. Va passar més d'un any al campament d'Astrakhan. L'any 1814 va tornar a França i després de l'excedència va marxar a Polònia, on es va establir a la finca de la seva dona. A finals d'any va rebre l'Orde de St. Ludwik, i també va obtenir un de polonès. No va ser fins al 1817 que va ser destituït de l'exèrcit.

## Assoliments civils
Dominar la llengua polonesa no va ser un d'aquests, perquè l'esfera on es va trobar a Polònia pràcticament parlava francès. El fet d'estar ben integrat en el cercle social dels antics cavallers ho demostra el seu retrat caricaturesc fet per Jakub Sokołowski. Malauradament, aquest retrat va desaparèixer durant la Segona Guerra Mundial.

Galichet es va convertir en membre corresponsal de la Societat d'Agricultura, Comerç, Ciències i Arts del Departament del Marne, la Societat d'Agricultura i Comerç del departament del Marne. Fins i tot abans de la campanya russa, va introduir a la Grande Armée un picador de palla, molt útil per alimentar els cavalls, una idea de Galichet, que va construir a partir de les observacions d'una màquina polonesa. Va contribuir al desenvolupament de la indústria agrícola al Regne adaptant invents estrangers, per exemple, els forns de maons millorats. Quan va establir una destil·leria a Izdebno, va utilitzar el modern sistema Adams. Brandys recorda:
| « | <"En una carta datada el 30 de desembre de 1818, el senyor Tomasz va informar al seu pare: Va ser un plaer veure les destil·leries Galichet a Izdebno. Treu regularment 5 tasses i mitja de vodka d'un bushel de sègol a 10 graus."> | » |

 Va ser gràcies a les estretes relacions amb el resistent Łubieńskis, i especialment amb el seu cunyat, el senador Piotr, i la seva parella: van treballar junts en una planta de processament de remolatxa sucrera, una de les primeres de Polònia, i un molí d'oli de vapor. Va ser membre del Comitè de Propietaris de Bons Garantits del Regne de Polònia. Va publicar dos fulletons sobre temes tècnics: l'any 1819 Essai sur la Distillerie d'Izdebno dedicat a l'aleshores ministre de l'Interior, Tadeusz Antoni Mostowski, sobre la destil·leria d'Izdebno (apuntant que el benefici de la venda del fullet es destina als pobres). Un altre el 1843, sobre els mètodes d'emmagatzematge del gra i la necessitat d'introduir reserves de gra - Mémoire sur la conservation des céréales et sur la nécessité d'établir des réserves de grains, imprès pel Banc de Polònia. Galichet va morir el 26 d'octubre de 1846 a Izdebno, on va ser enterrat al cementiri de l'església. Durant la neteja dels anys 70, la seva làpida va ser anul·lada, però la inscripció estava escrita a la crònica parroquial.

## Un gran servei per a la indústria polonesa
L'amistat amb Philippe de Girard, establerta a l'exèrcit francès, va fer que Galichet va persuadir l'enginyer-inventor de venir a Polònia, quan aquest va trobar dificultats a França i Anglaterra. Galichet, que a través de la seva dona tenia una estreta relació amb els Lubienski, el va presentar als germans que aleshores buscaven projectes per al desenvolupament del tèxtil, sobretot del lli, pensant en l'exportació a Rússia. Aquesta idea, amb la participació de capital del Banc de Polònia, va crear fàbriques a Marymont, i especialment l'any 1833 a Ruda Guzowska -a la zona avui coneguda com Żyrardów- que porta el nom del convidat francès i un dels directors d'aquest esdeveniment.